# Ahmet Ümit

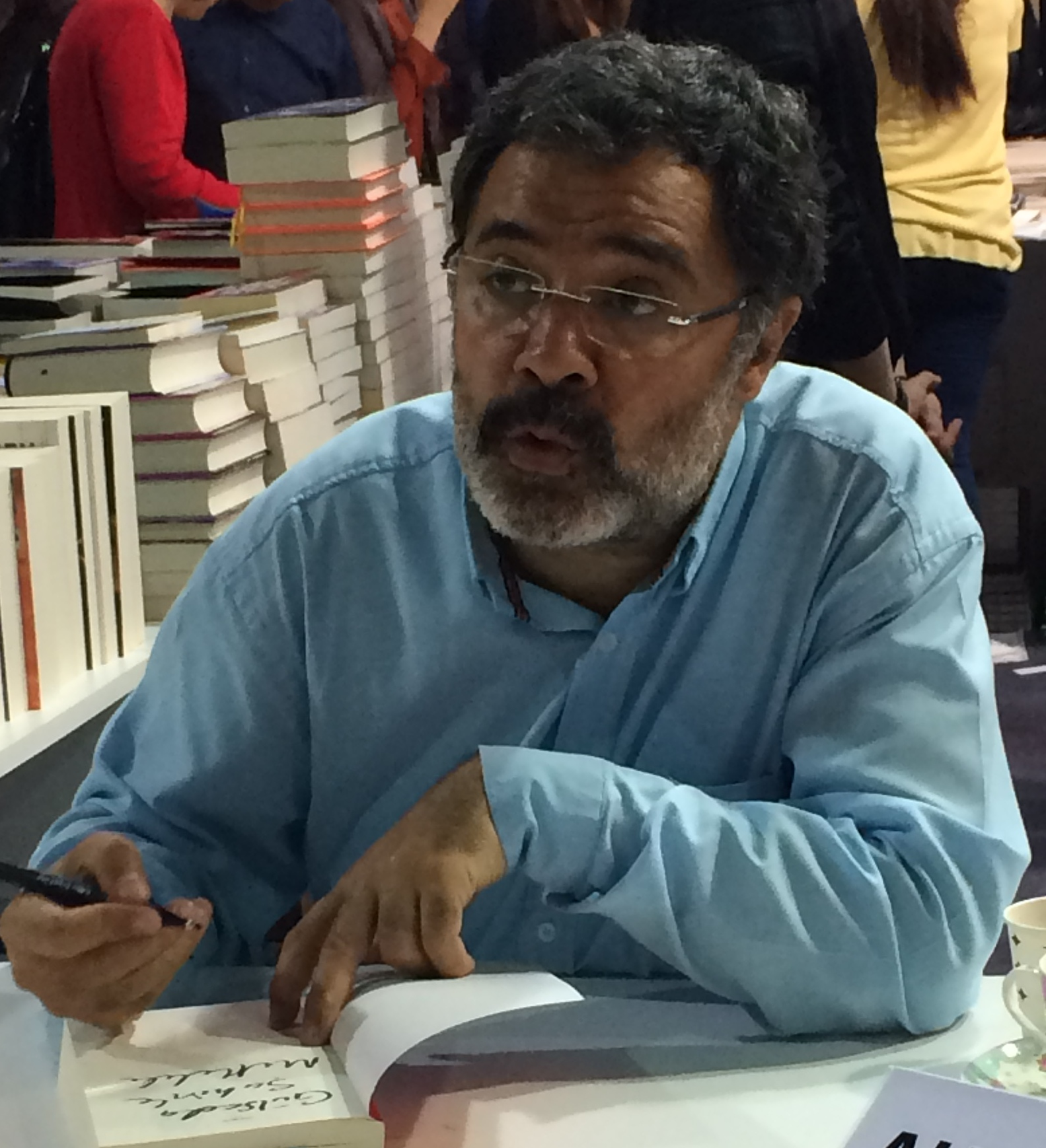
Ahmet Ümit, 2016

Ahmet Ümit (n. 30 septembrie 1960, Gaziantep, Turcia) este un scriitor turc. A publicat mai multe romane polițiste, precum și poezii, numeroase nuvele și un basm. De asemenea, a scris eseuri despre Franz Kafka, Feodor Dostoievski, Patricia Highsmith și Edgar Allan Poe.

## Biografie
La vârsta de 14 ani, Ümit a început să se implice în politică. Până la vârsta de 29 ani a fost membru al Partidului Comunist Turc. A studiat din 1985 până în 1986, în mod ilegal în conformitate cu legislația turcă la acea vreme, la Academia de Științe Sociale din Moscova. În timpul dictaturii militare (1980-1990) a participat la operațiuni subterane și în 1989 a trebuit să se ascundă. El a rămas fidel convingerilor sale de stânga, dar a recunoscut și trăsăturile autoritare ale Partidului Comunist. S-a retras din politică și s-a concentrat asupra operei sale literare. 
A scris prima poveste în 1983 după ce a absolvit știința administrativă la Istanbul. Este unul dintre pionierii romanului criminal cu standarde literare din Turcia. Cărțile sale ajung la ediții înalte în țara sa natală și unele au fost transformate și în filme. De asemenea, scrie scenarii pentru seriile de crime TV.

## Opere
Romane
- 2012: Bab-ı Esrar
- 2010: İstanbul Hatırası
- 2008: Olmayan Ülke
- 2007: İnsan Ruhunun Haritası
- 2006: Ninatta'nın Bileziği
- 2006: Kavim
- 2005: Bașkomiser Nevzat, Çiçekçinin Ölümü
- 2004: Ask köpekliktir
- 2003: Beyoglu Rapsodisi
- 2002: Kukla
- 2002: Șeytan Ayrıntıda Gizlidir
- 2000: Patasana
- 1999: Agatha'nın Anahtarı
- 1998: Kar Kokusu
- 1996: Sis ve Gece
- 1995: Masal Masal İçinde
- 1994: Bir Ses Böler Geceyi
- 1992: Çıplak Ayaklıydı Gece

## Traduceri în română
- Memento pentru Istanbul. Vivaldi, 2020, ISBN 978-973-150-153-6.